# Necrobia violaceus
Necrobia violaceus là một loài bọ cánh cứng trong họ Cleridae. Loài này được Linnaeus miêu tả khoa học năm 1758.